# Ty Segall
Ty Garrett Segall (Laguna Beach, California, 8 de junio de 1987) es un músico de rock originario de Laguna Beach, California, es conocido debido a sus potentes composiciones y actuaciones en directo; ha formado parte de las agrupaciones Fuzz, Broken Bat and GØGGS, The Traditional Fools, Epsilons, Party Fowl, Sic Alps, The Perverts y actualmente esta con el grupo formado por el mismo Ty Segall Band.
Consolidado parte del nuevo movimiento del garage rock actual, junto con grupos como Wavves, Thee Oh Sees, The Black Angels, Coachwips, FIDLAR, Rain, entre otros.
Las influencias del cantante es variada, pero las más importantes del cantante son: GG Allin, The Stooges, Hawkwind, Marc Bolan, David Bowie, Neil Young, The Beatles, West Coast Pop Art Experimental Band, The Byrds, T. Rex, Grateful Dead, Black Sabbath, Kiss y Black Flag.
Los grupos Twin Peaks y Carisma mayormente están influenciados por Ty Segall.
Festejando el Cassette Week 2021, el sello argentino Fichines Ruido Zafarla lanzó una edición en cassette de GØGGS llamada “En vivo en Teragram Ballroom”.

### Álbumes de estudio como solista
- 2007: "Horn The Unicorn"
- 2008: "Ty Segall"
- 2009: "Lemons"
- 2009: "Reverse Shark Attack" (Junto a Mikal Cronin)
- 2010: "Melted"
- 2011: "Goodbye Bread"
- 2012: "Hair" (Junto a White Fence)
- 2012: "Twins"
- 2012: "Slaughterhouse" (A través de Ty Segall Band)
- 2013: "Sleeper"
- 2014: "Manipulator"
- 2016: "Emotional Mugger"
- 2017: "Ty Segall"
- 2018: "Freedom's Goblin"
- 2018: "Joy" (Junto a White Fence)
- 2018: "Fudge Sandwish"
- 2019: "First Taste"
- 2019: "Deforming Lobes"
- 2020: "Pig Man Lives: Volume 1"
- 2021: "Harmonizer"
- 2022: "Hello, Hi"
- 2024: "Three Bells"
- 2024: "Love Rudiments"
- 2025: "Possession"